# Pierre-Jacques Volaire
Pierre-Jacques Volaire auch Jacques-Antoine Volaire oder Le chevalier Volaire genannt (* 30. April 1729 in Toulon, Frankreich; † 1799 in Neapel, Italien) war ein französischer Landschaftsmaler.

## Leben
Volaire stammte aus einer bekannten Malerfamilie aus Toulon. Sein Großvater war Maler im Arsenal, sein Vater der offizielle Maler der Stadt. Die Karriere des Ritters Volaire begann 1754 als Mitarbeiter von Claude Joseph Vernet, der im Auftrag von Ludwig XV. die Häfen Frankreichs malte. Mit Vernet reiste Volaire bis zum Jahre 1762 und von ihm lernte er präzises Arbeiten und die richtige Anwendung von Mondlicht oder auch künstlichem Licht.
1762 ging Volaire nach Rom und wurde dort Mitglied der Accademia di San Luca, der Lukasgilde. In Rom malte er Seestücke und Landschaften. Da die Konkurrenz in Rom zu groß war, wandte sich Volaire im Jahre 1767 nach Neapel, wo er bis zu seinem Lebensende wohnte.
Der Ausbruch des Vesuv erfolgte im Jahre 1771. Volaire wurde sehr schnell der bekannteste Künstler, der die Ausbrüche des Vulkans in Gemälden und Zeichnungen festhielt. Seine Darstellungen erfolgten aus verschiedenen Blickwinkeln und in den unterschiedlichsten Formaten. Da die Tätigkeit des Vesuv Reisende aus ganz Europa auf ihrer Grand Tour anzog, waren Volaires Darstellungen sehr beliebt und so findet man diese heute in der ganzen Welt. Er stellte jedoch nur dreimal in Paris aus. Ein Versuch, eines der Vesuvbilder an König Ludwig XVI. zu verkaufen, scheiterte. Man schätzt Volaire heute als Vorläufer der Landschaftsmalerei der Romantiker ein, zu seiner Zeit waren seine Bilder von Naturkatastrophen jedoch noch zu wenig geschätzt.

## Werke

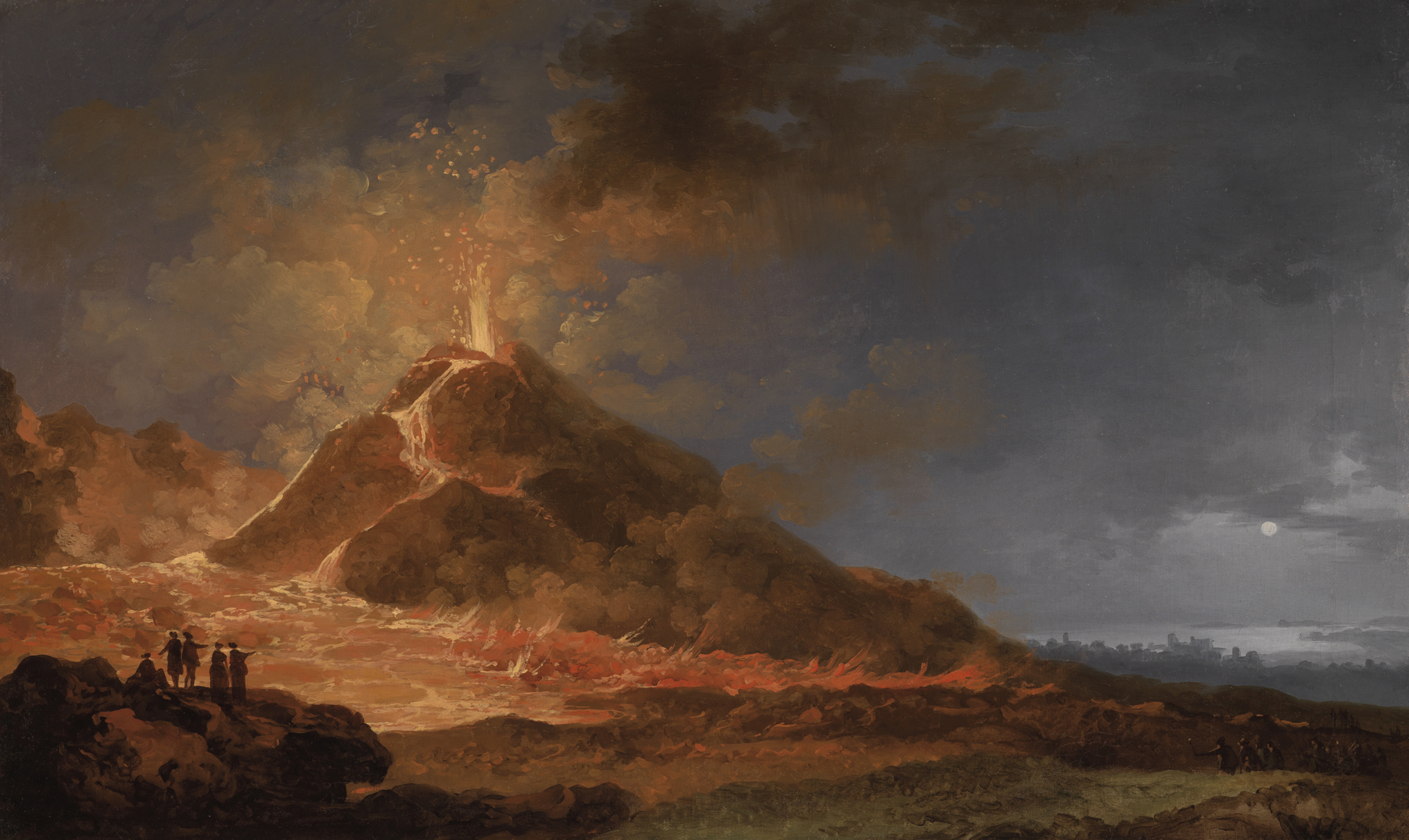
Der Ausbruch des Vesuvs am 14. Mai 1771

- Der Wasserfall, 1768; Musée d'art de Toulon, Toulon
- Ansicht von Gaiola (Insel bei Neapel), ca. 1770; J. Paul Getty Museum, Los Angeles, USA
- Ausbruch des Vesuv, ca. 1771; Musée des Beaux-Arts de Nantes, Nantes, Frankreich
- Der Ausbruch des Vesuv, 1771; Musée d’art moderne André Malraux, Le Havre, Frankreich
- Schiffbruch, ca. 1774; Eremitage (Sankt Petersburg), St. Petersburg, Russland
- Ausbruch des Vesuv, 1774; Compton Verney Manor, Warwickshire, England
- Der Ausbruch des Vesuv, 1777; North Carolina Museum of Art, Charlotte, North Carolina, USA
- Ausbruch des Vesuv, 1785; Musée d’Art de Toulon, Toulon.

- - Die Fine Arts Museums of San Francisco besitzen eine Anzahl seiner Skizzen und Zeichnungen.